# 中越豊光
中越 豊光（なかごし とよみつ、1974年11月8日 - ）は、地方競馬の兵庫県競馬組合・山本和之厩舎所属だった元騎手。第55期長期騎手課程。川崎所属の騎手・中越琉世は息子。

## 来歴
1992年4月4日、高知競馬で初騎乗。同年4月11日初勝利。
1993年8月8日第8回全日本新人王争覇戦出場（10人中2位）。NARグランプリ優秀新人騎手賞受賞。日本プロスポーツ大賞新人賞受賞。
1994年マカオ国際見習騎手招待競走に出場、海外初騎乗（5着）。
1995年高知競馬で年間勝利数1位で初のリーディングジョッキーとなる。
1997年高知競馬で年間勝利数1位。1月10日第1競走フェイバードで地方競馬通算500勝達成。
1998年8月8日高知競馬第8競走サラ系B4一般戦をカチカップで勝利し、地方競馬通算600勝達成。同年、高知競馬で2年連続となる年間勝利数1位。
1999年3月24日高知競馬第6競走アラ系C2一組一般戦をキタノエクセレントで勝利し、地方競馬通算700勝達成。ホッカイドウ競馬に一時留学中の8月7日1回札幌競馬1日目第6競走サラ系3歳上500万円以下条件戦、トモノロータスでJRA初騎乗（10頭立て6着）。
2000年4月23日高知競馬第9競走第16回南国桜花賞をパワーレイクで勝利し、地方競馬通算800勝達成。
2001年1月7日高知競馬第3競走アラ系4歳二組一般戦をワイエムムテキで勝利し、地方競馬通算900勝達成。同年10月15日高知競馬第10競走秋天特別をワカショウグンで勝利し、地方競馬通算1000勝達成。
2002年8月25日高知競馬第8競走サラ系A級一般戦をリンガスボーイで勝利し、地方競馬通算1100勝達成。同年年間勝利数1位。NARグランプリ優秀騎手賞、フェアプレイ賞ともに初受賞。
2003年5月18日高知競馬第7競走サラ系C級一般戦をナリタプロテクターで勝利し、地方競馬通算1200勝達成。前年に続き年間勝利数1位。NARグランプリ優秀騎手賞受賞。
2004年全日本リーディングジョッキーズシリーズ出場（総合5位）。
2005年9月3日第8回高知競馬3日目第4競走アラ系F4級一般戦をハヤザキで勝利し、地方競馬通算1500勝達成。同年WSJS地方競馬代表騎手選定競走出場。同年年間勝利数1位。
2006年1月24日佐々木竹見カップ・ジョッキーズグランプリ出場（6位）。同年3月26日の騎乗を最後に一度騎手免許を返上、兵庫県競馬組合移籍のため内規に従い山本和之厩舎での厩務員生活に入った。高知競馬での地方競馬通算成績は8817戦1576勝であった。
2007年9月29日付けで騎手免許を再取得。手首の骨折のため再デビューが遅れていたが、同年11月6日園田競馬第7競走D2一組3歳以上条件戦ハートスランプで約1年7か月ぶりとなる騎乗を再開。翌々日の11月8日園田競馬第8競走C6三組3歳以上条件戦コスモセグレトで移籍後初勝利。
2008年1月3日園田競馬第10競走第50回新春賞をバンブージーコで勝利し、移籍後初重賞制覇。同年6月5日園田競馬第1競走F4二組3歳条件戦をマサテスコで勝利し、地方競馬通算1600勝達成。
2012年10月26日同日を持って騎手を引退し、川崎競馬場で厩務員になる。
生涯地方通算成績は10937戦1706勝・2着1506回・3着1339回・勝率15.6%・連対率29.4%。
JRA通算3戦0勝。
2013年12月31日に行われた東京2歳優駿牝馬をブルーセレブで制し、厩務員として重賞初勝利を挙げる。また、同馬でNARグランプリサラブレッド2歳最優秀牝馬を受賞し、高知での騎手時代以来10年ぶりにNARグランプリに出席した。

## 主な騎乗馬
- ビゼンホマレ（1993年長尾鶏賞）
- ブルーノーズ（1994年南国王冠）
- ハッコウマーチ（1996年南国梅花賞、南国桜花賞、南国菊花賞、1997年アラブ大賞典）
- トモエスター（1996年やまもも宝冠賞）
- ブルーポジション（1996年銀の鞍賞、1997年KUTV杯、荒鷲賞）
- チュウローロッサ（1998年南国優駿、荒鷲賞）
- エイシンアーバン（1998年黒潮乙女賞）
- ナムラコクオー（1999年黒潮スプリンターズカップ、2003年建依別賞）
- パワーレイク（2000年南国桜花賞）
- チュウオーブラック（2001年マンペイ記念）
- シンボリオレゴン（2005年珊瑚冠賞）
- バンブージーコ（2008年新春賞）

出典: